# Alana Beard
Alana Monique Beard (* 14. Mai 1982 in Shreveport, Louisiana, Vereinigte Staaten) ist eine ehemalige Basketball-Spielerin. Zuletzt spielte sie für die Los Angeles Sparks in der Women’s National Basketball Association.

## Karriere

### College
Alana Beard spielte bis 2004 für das Damen-Basketballteam der Duke Blue Devils an der Duke University. Zu Ehren ihrer Leistungen für das Damen-Basketballteam wurde ihre Trikotnummer 20 von der Duke University für immer gesperrt.

### Women’s National Basketball Association
Alana Beard wurde im WNBA Draft 2004 von den Washington Mystics an der insgesamt zweiten Stelle ausgewählt. Beard gehört seit ihrer ersten WNBA-Saison zu den Schlüsselspielerinnen der Mystics. In ihrer Rookie-Saison 2004 führte sie nach dem Ausfall von Chamique Holdsclaw die Mystics fast alleine in die Playoffs, wo die Mystics jedoch bereits in den Conference Semifinals an den Connecticut Sun scheiterten. Ihre erste Saison bekam Beard bereits eine Spielzeit von 30,1 Minuten pro Spiel. In dieser Zeit erzielte sie durchschnittlich 13,1 Punkte, 4,2 Rebounds und 2,7 Assists. In der Saison 2005 steigerte sich ihre Spielzeit auf 33,8 Minuten pro Spiel, dadurch erzielte sie bereits durchschnittlich 14,1 Punkte, 4,3 Rebounds und 3 Assists pro Spiel. Ihre statistisch gesehen beste Saison hatte sie 2006. Obwohl ihre Spielzeit in der auf 31,3 Minuten sank, erzielte sie 19,2 Punkte, 4,7 Rebounds und 3,1 Assists. Beard war durch diese gute Leistungen hauptverantwortlich dafür, dass die Mystics nach zwei Jahren wieder den Sprung in die Play-offs schafften, wo sie aber wie bereits vor zwei Jahren an den Sun scheiterten. Auch in der Saison 2007 brachte sie mit 18,8 Punkten, 4,2 Rebounds und 3 Assists eine relativ gute Saison. Jedoch verfehlte sie mit den Mystics in dieser Saison die Playoffs nur knapp. Auch 2008 spielte Beard wieder eine gute Saison verpasste mit dem Team aber wieder die Playoffs. In der Saison 2009 trug sie zum Erreichen der Playoffs bei, aber die Mystics scheiterten dort zum wiederholten Mal in der ersten Runde. 2010 und 2011 konnte sie verletzungsbedingt keine Spiele in der WNBA bestreiten.
Vor der Saison 2012 wechselte sie zum Team der Los Angeles Sparks. Auch dort wurde sie zu einer wichtigen Spielerin, die regelmäßig in der Startformation stand. In der ersten Saison in LA konnte sie erstmals in ihrer Karriere mit dem Team eine Playoff-Serie gewinnen. Die Sparks scheiterten dann aber an dem Team der Minnesota Lynx. 2013 bis 2015 erreichte sie mit dem Team weiterhin die Playoffs, scheitert aber jeweils in der ersten Runde. Auch wenn sie nicht mehr die statistischen Werte wie in Washington erzielte, zählt sie zu den bedeutsamen Spielerinnen im Team. 2016 gelang ihr mit den Sparks der Gewinn der WNBA-Meisterschaft. 2017 erreichte sie mit den Sparks nochmals die Finalserie. Diesmal konnte aber das Team der Lynx die Serie gewinnen. Die Saison 2018 endete für Beard und die Sparks frühzeitig in den Playoffs.
Beard wurde in ihren ersten vier Saisons dreimal in die All-Star Mannschaft gewählt, einmal sogar in die Startformation. 2025 wurde sie in die Women’s Basketball Hall of Fame aufgenommen.

### Übersee
In der Saisonpause der WNBA spielte Beard wie viele WNBA-Spielerinnen regelmäßig in Übersee. Seit dem Jahr 2005 stand sie dabei für Teams aus Südkorea, Israel, Polen und Spanien auf dem Parkett. In der Saison 2015/16 spielte sie zuletzt für den spanischen Verein Perfumerias Avenida.

### Nationalmannschaft
Bereit im Junioren-Bereich war Beard in den US-Nationalmannschaften aktiv und konnte dabei die Basketball-Weltmeisterschaften der jungen Damen 2003 gewinnen. Bei der Weltmeisterschaft 2006 gewann sie mit der US-amerikanischen Basketballnationalmannschaft die Bronze-Medaille.